# Valley Park (Missouri)
Valley Park és una població dels Estats Units a l'estat de Missouri. Segons el cens del 2000 tenia 6.518 habitants.

## Demografia
Segons el cens del 2000, Valley Park tenia 6.518 habitants, 2.603 habitatges, i 1.663 famílies. La densitat de població era de 833,3 habitants per km².
Dels 2.603 habitatges en un 37,1% hi vivien nens de menys de 18 anys, en un 48,4% hi vivien parelles casades, en un 11,3% dones solteres, i en un 36,1% no eren unitats familiars. En el 28,2% dels habitatges hi vivien persones soles el 6,1% de les quals corresponia a persones de 65 anys o més que vivien soles. El nombre mitjà de persones vivint en cada habitatge era de 2,45 i el nombre mitjà de persones que vivien en cada família era de 3,06.
Per edats la població es repartia de la següent manera: un 27,3% tenia menys de 18 anys, un 7,7% entre 18 i 24, un 41,5% entre 25 i 44, un 14,7% de 45 a 60 i un 8,7% 65 anys o més.
L'edat mediana era de 32 anys. Per cada 100 dones de 18 o més anys hi havia 91 homes.
La renda mediana per habitatge era de 43.548 $ i la renda mediana per família de 54.063 $. Els homes tenien una renda mediana de 40.956 $ mentre que les dones 31.617 $. La renda per capita de la població era de 20.720 $. Entorn del 8,7% de les famílies i el 10,7% de la població estaven per davall del llindar de pobresa.

## Poblacions més properes
El següent diagrama mostra les poblacions més properes.